# Susan Howson
Susan Howson (* 1973) ist eine britische Mathematikerin, die sich mit der Zahlentheorie Elliptischer Kurven befasste. Sie gewann als erste Frau den Adams-Preis.
Howson wurde 1998 bei John Coates an der Universität Cambridge promoviert (Iwasawa Theorie of Elliptic Curves for p-adic Lie-Extensions). Sie lehrte am Massachusetts Institute of Technology, in Cambridge, der University of Nottingham und schließlich bis 2005 an der Universität Oxford.
2002 erhielt sie den Adams-Preis (damals war sie Lecturer in Nottingham und Dorothy Hodgkin Research Fellow der Royal Society).

## Werke
- Structure of central torsion Iwasawa modules. In: Bulletin de la Société Mathématique de France. 130, Nr. 4, 2002, S. 507–535.
- Euler characteristics as invariants of Iwasawa modules. In: Proceedings of the London Mathematical Society. 85, Nr. 3, 2002, S. 634–658.
- mit John Coates: Euler characteristics and elliptic curves. II. In: Journal of the Mathematical Society of Japan. 53, Nr. 1, 2001, S. 175–235.
- mit Paul Balister: Note on Nakayama’s lemma for compact Λ-modules. In: Asian Journal of Mathematics. 1, Nr. 2, 1997, S. 224–229.
- mit John Coates: Euler characteristics and elliptic curves. Kolloquium Elliptic curves and modular forms. Washington, DC, 1996. In: Proceedings of the National Academy of Sciences of the United States of America. 94, Nr. 21, 1997, S. 11115–11117, https://doi.org/10.1073/pnas.94.21.11115.